# UEFA Champions League 2022-2023 (fase a gironi)
La fase a gironi della UEFA Champions League 2022-2023 si è disputata tra il 6 settembre e il 2 novembre 2022. Hanno partecipato a questa fase della competizione 32 club: 16 di essi si sono qualificati alla successiva fase a eliminazione diretta, che condurrà alla finale di Istanbul del 10 giugno 2023.

## Date
| Fase          | Sorteggio                                 | Turno            | Data                 |
| ------------- | ----------------------------------------- | ---------------- | -------------------- |
| Fase a gironi | 25 agosto 2022, ore 18:00 CEST (Istanbul) | Prima giornata   | 6-7 settembre 2022   |
| Fase a gironi | 25 agosto 2022, ore 18:00 CEST (Istanbul) | Seconda giornata | 13-14 settembre 2022 |
| Fase a gironi | 25 agosto 2022, ore 18:00 CEST (Istanbul) | Terza giornata   | 4-5 ottobre 2022     |
| Fase a gironi | 25 agosto 2022, ore 18:00 CEST (Istanbul) | Quarta giornata  | 11-12 ottobre 2022   |
| Fase a gironi | 25 agosto 2022, ore 18:00 CEST (Istanbul) | Quinta giornata  | 25-26 ottobre 2022   |
| Fase a gironi | 25 agosto 2022, ore 18:00 CEST (Istanbul) | Sesta giornata   | 1º-2 novembre 2022   |

## Formato
In ogni gruppo le squadre si affrontano secondo la formula del girone all'italiana. Le prime due classificate di ciascun gruppo accedono alla fase a eliminazione diretta. La terza classificata accede agli spareggi della fase a eliminazione diretta della UEFA Europa League e la quarta classificata è eliminata.
Nel caso che due o più squadre finiscano a pari punti nel girone, vengono adottati i seguenti criteri in ordine di importanza per stabilire le posizioni nella classifica finale del gruppo:
1. Il maggior numero di punti ottenuti negli scontri diretti fra le squadre finite a pari punti;
2. Nel caso di ulteriore parità: la migliore differenza reti negli scontri diretti fra le squadre finite a pari punti;
3. Nel caso di ulteriore parità: il maggior numero di reti segnate negli scontri diretti fra le squadre finite a pari punti;
4. Nel caso di ulteriore parità si prendono in esame tutte le partite disputate nel gruppo, comprese quelle con le squadre che non sono finite a pari punti;
5. La migliore differenza reti in tutte le partite disputate nel gruppo;
6. Nel caso di ulteriore parità: il maggior numero di reti segnate in tutte le partite disputate nel gruppo;
7. Nel caso di ulteriore parità: il maggior numero di reti segnate in tutte le partite disputate fuori casa nel gruppo;
8. Nel caso di ulteriore parità: il maggior numero di vittorie conseguite in tutte le partite disputate nel gruppo;
9. Nel caso di ulteriore parità: il maggior numero di vittorie conseguite in tutte le partite disputate fuori casa nel gruppo;
10. Nel caso di ulteriore parità avranno una migliore classifica le squadre con meno punti di penalità derivanti dai cartellini gialli e rossi ricevuti durante le partite della fase a gironi: 3 punti per ogni cartellino rosso, 1 punto per ogni cartellino giallo e 3 punti per l'espulsione dovuta a due cartellini gialli;
11. Nel caso di ulteriore parità avranno una migliore classifica le squadre con il miglior coefficiente UEFA.

## Squadre
| Legenda                                                                                       |
| --------------------------------------------------------------------------------------------- |
| Primi e secondi classificati (agli ottavi di finale della fase a eliminazione diretta)        |
| Terzi classificati (agli spareggi della fase a eliminazione diretta della UEFA Europa League) |
| Quarti classificati (eliminati)                                                               |

| Squadre               | Coeff   |
| Urna 1                | Urna 1  |
| --------------------- | ------- |
| Real Madrid           | 124.000 |
| Eintracht Francoforte | 61.000  |
| Manchester City       | 134.000 |
| Milan                 | 38.000  |
| Bayern Monaco         | 138.000 |
| Paris Saint-Germain   | 112.000 |
| Porto                 | 80.000  |
| Ajax                  | 82.500  |

| Squadre         | Coeff   |
| Urna 2          | Urna 2  |
| --------------- | ------- |
| Liverpool       | 134.000 |
| Chelsea         | 123.000 |
| Barcellona      | 114.000 |
| Juventus        | 107.000 |
| Atlético Madrid | 105.000 |
| Siviglia        | 91.000  |
| RB Lipsia       | 83.000  |
| Tottenham       | 83.000  |

| Squadre           | Coeff  |
| Urna 3            | Urna 3 |
| ----------------- | ------ |
| Borussia Dortmund | 78.000 |
| Salisburgo        | 71.000 |
| Šachtar           | 71.000 |
| Inter             | 67.000 |
| Napoli            | 66.000 |
| Benfica           | 61.000 |
| Sporting Lisbona  | 55.500 |
| Bayer Leverkusen  | 53.000 |

| Squadre             | Coeff  |
| Urna 4              | Urna 4 |
| ------------------- | ------ |
| Rangers             | 50.250 |
| Dinamo Zagabria     | 49.500 |
| Olympique Marsiglia | 44.000 |
| Copenaghen          | 40.500 |
| Club Bruges         | 38.500 |
| Celtic              | 33.000 |
| Viktoria Plzeň      | 31.000 |
| Maccabi Haifa       | 7.000  |

## Sorteggio
| Gruppo | 1ª fascia             | 2ª fascia       | 3ª fascia         | 4ª fascia           |
| ------ | --------------------- | --------------- | ----------------- | ------------------- |
| A      | Ajax                  | Liverpool       | Napoli            | Rangers             |
| B      | Porto                 | Atlético Madrid | Bayer Leverkusen  | Club Bruges         |
| C      | Bayern Monaco         | Barcellona      | Inter             | Viktoria Plzeň      |
| D      | Eintracht Francoforte | Tottenham       | Sporting Lisbona  | Olympique Marsiglia |
| E      | Milan                 | Chelsea         | Salisburgo        | Dinamo Zagabria     |
| F      | Real Madrid           | RB Lipsia       | Šachtar           | Celtic              |
| G      | Manchester City       | Siviglia        | Borussia Dortmund | Copenaghen          |
| H      | Paris Saint-Germain   | Juventus        | Benfica           | Maccabi Haifa       |

## Risultati

### Gruppo A
| Squadra   | Pt | G | V | N | P | GF | GS | DG  |
| --------- | -- | - | - | - | - | -- | -- | --- |
| Napoli    | 15 | 6 | 5 | 0 | 1 | 20 | 6  | +14 |
| Liverpool | 15 | 6 | 5 | 0 | 1 | 17 | 6  | +11 |
| Ajax      | 6  | 6 | 2 | 0 | 4 | 11 | 16 | -5  |
| Rangers   | 0  | 6 | 0 | 0 | 6 | 2  | 22 | -20 |

| Arbitro: | Tobias Stieler |

|                                                 |           |  |
| Álvarez 17’ Berghuis 32’ Kudus 33’ Bergwijn 80’ | Marcatori |  |

| Arbitro: | Carlos del Cerro Grande |

|                                                   |           |          |
| Zieliński 5’ (rig.), 47’ Anguissa 31’ Simeone 44’ | Marcatori | 49’ Díaz |

| Arbitro: | Artur Soares Dias |

|                     |           |           |
| Salah 17’ Matip 89’ | Marcatori | 27’ Kudus |

| Arbitro: | Antonio Mateu Lahoz |

|  |           |                                                  |
|  | Marcatori | 68’ (rig.) Politano 85’ Raspadori 90+1’ Ndombele |

| Arbitro: | Clément Turpin |

|                                      |           |  |
| Alexander-Arnold 7’ Salah 53’ (rig.) | Marcatori |  |

| Arbitro: | François Letexier |

|          |           |                                                                               |
| Kudus 9’ | Marcatori | 18’, 47’ Raspadori 33’ Di Lorenzo 45’ Zieliński 63’ Kvaratskhelia 81’ Simeone |

| Arbitro: | Felix Zwayer |

|                                                              |           |                                  |
| Lozano 4’ Raspadori 16’ Kvaratskhelia 62’ (rig.) Osimhen 89’ | Marcatori | 49’ Klaassen 83’ (rig.) Bergwijn |

| Arbitro: | Slavko Vinčić |

|             |           |                                                            |
| Arfield 17’ | Marcatori | 24’, 55’ Firmino 66’ Núñez 76’, 80’, 81’ Salah 89’ Elliott |

| Arbitro: | Halil Umut Meler |

|                               |           |  |
| Simeone 11’, 16’ Østigård 80’ | Marcatori |  |

| Arbitro: | José María Sánchez Martínez |

|  |           |                                 |
|  | Marcatori | 42’ Salah 49’ Núñez 52’ Elliott |

| Arbitro: | Tobias Stieler |

|                       |           |  |
| Salah 85’ Núñez 90+8’ | Marcatori |  |

| Arbitro: | Glenn Nyberg |

|                      |           |                                     |
| Tavernier 87’ (rig.) | Marcatori | 4’ Berghuis 29’ Kudus 89’ Conceição |

### Gruppo B
| Squadra          | Pt | G | V | N | P | GF | GS | DG |
| ---------------- | -- | - | - | - | - | -- | -- | -- |
| Porto            | 12 | 6 | 4 | 0 | 2 | 12 | 7  | +5 |
| Club Bruges      | 11 | 6 | 3 | 2 | 1 | 7  | 4  | +3 |
| Bayer Leverkusen | 5  | 6 | 1 | 2 | 3 | 4  | 8  | -4 |
| Atlético Madrid  | 5  | 6 | 1 | 2 | 3 | 5  | 9  | -4 |

| Arbitro: | Szymon Marciniak |

|                                |           |                    |
| Hermoso 90+1’ Griezmann 90+11’ | Marcatori | 90+6’ (rig.) Uribe |

| Arbitro: | Irfan Peljto |

|           |           |  |
| Sylla 42’ | Marcatori |  |

| Arbitro: | Anastasios Sidīropoulos |

|  |           |                                                     |
|  | Marcatori | 15’ (rig.) Jutglà 47’ Sowah 52’ Skov Olsen 89’ Nusa |

| Arbitro: | Michael Oliver |

|                       |           |  |
| Andrich 84’ Diaby 87’ | Marcatori |  |

| Arbitro: | Anthony Taylor |

|                      |           |  |
| Zaidu 69’ Galeno 87’ | Marcatori |  |

| Arbitro: | István Kovács |

|                      |           |  |
| Sowah 36’ Jutglà 62’ | Marcatori |  |

| Madrid 12 ottobre 2022, ore 18:45 CEST 4ª giornata | Atlético Madrid | 0 – 0 referto | Club Bruges | Stadio Cívitas Metropolitano (60 810 spett.)\| Arbitro: \| Danny Makkelie \| |
| Arbitro:                                           | Danny Makkelie  |               |             |                                                                              |

| Arbitro: | István Kovács |

|  |           |                                         |
|  | Marcatori | 6’ Galeno 53’ (rig.), 64’ (rig.) Taremi |

| Arbitro: | Michael Oliver |

|  |           |                                             |
|  | Marcatori | 33’, 70’ Taremi 57’ Evanilson 60’ Eustáquio |

| Arbitro: | Clément Turpin |

|                          |           |                          |
| Carrasco 22’ De Paul 50’ | Marcatori | 9’ Diaby 29’ Hudson-Odoi |

| Arbitro: | Daniele Orsato |

|                         |           |                      |
| Taremi 5’ Eustáquio 24’ | Marcatori | 90+5’ (aut.) Marcano |

| Leverkusen 1º novembre 2022, ore 18:45 CEST 6ª giornata | Bayer Leverkusen | 0 – 0 referto | Club Bruges | BayArena (30 210 spett.)\| Arbitro: \| Maurizio Mariani \| |
| Arbitro:                                                | Maurizio Mariani |               |             |                                                            |

### Gruppo C
| Squadra        | Pt | G | V | N | P | GF | GS | DG  |
| -------------- | -- | - | - | - | - | -- | -- | --- |
| Bayern Monaco  | 18 | 6 | 6 | 0 | 0 | 18 | 2  | +16 |
| Inter          | 10 | 6 | 3 | 1 | 2 | 10 | 7  | +3  |
| Barcellona     | 7  | 6 | 2 | 1 | 3 | 12 | 12 | 0   |
| Viktoria Plzeň | 0  | 6 | 0 | 0 | 6 | 5  | 24 | -19 |

| Arbitro: | Lawrence Visser |

|                                                   |           |            |
| Kessié 13’ Lewandowski 34’, 45+3’, 67’ Torres 71’ | Marcatori | 44’ Sýkora |

| Arbitro: | Clément Turpin |

|  |           |                                |
|  | Marcatori | 25’ Sané 66’ (aut.) D'Ambrosio |

| Arbitro: | Sandro Schärer |

|  |           |                        |
|  | Marcatori | 20’ Džeko 70’ Dumfries |

| Arbitro: | Danny Makkelie |

|                        |           |  |
| Hernández 50’ Sané 54’ | Marcatori |  |

| Arbitro: | Nikola Dabanović |

|                                                    |           |  |
| Sané 7’, 50’ Gnabry 13’ Mané 21’ Choupo-Moting 59’ | Marcatori |  |

| Arbitro: | Slavko Vinčić |

|                  |           |  |
| Çalhanoğlu 45+2’ | Marcatori |  |

| Arbitro: | Szymon Marciniak |

|                                    |           |                                     |
| Dembélé 40’ Lewandowski 82’, 90+2’ | Marcatori | 50’ Barella 63’ Martínez 89’ Gosens |

| Arbitro: | Bartosz Frankowski |

|                          |           |                                       |
| Vlkanova 62’ Kliment 75’ | Marcatori | 10’ Mané 14’ Müller 25’, 35’ Goretzka |

| Arbitro: | Andreas Ekberg |

|                                          |           |  |
| Mxit'aryan 35’ Džeko 42’, 66’ Lukaku 87’ | Marcatori |  |

| Arbitro: | Anthony Taylor |

|  |           |                                         |
|  | Marcatori | 10’ Mané 31’ Choupo-Moting 90+5’ Pavard |

| Arbitro: | Ivan Kružliak |

|                              |           |  |
| Pavard 32’ Choupo-Moting 72’ | Marcatori |  |

| Arbitro: | Radu Petrescu |

|                       |           |                                     |
| Chorý 51’ (rig.), 63’ | Marcatori | 6’ Alonso 44’, 54’ Torres 75’ Torre |

### Gruppo D
| Squadra               | Pt | G | V | N | P | GF | GS | DG |
| --------------------- | -- | - | - | - | - | -- | -- | -- |
| Tottenham             | 11 | 6 | 3 | 2 | 1 | 8  | 6  | +2 |
| Eintracht Francoforte | 10 | 6 | 3 | 1 | 2 | 7  | 8  | -1 |
| Sporting Lisbona      | 7  | 6 | 2 | 1 | 3 | 8  | 9  | -1 |
| Olympique Marsiglia   | 6  | 6 | 2 | 0 | 4 | 8  | 8  | 0  |

| Arbitro: | Orel Grinfeld |

|  |           |                                    |
|  | Marcatori | 65’ Edwards 67’ Trincão 82’ Santos |

| Arbitro: | Slavko Vinčić |

|                      |           |  |
| Richarlison 76’, 81’ | Marcatori |  |

| Arbitro: | Srđan Jovanović |

|                           |           |  |
| Paulinho 90’ Arthur 90+3’ | Marcatori |  |

| Arbitro: | José María Sánchez Martínez |

|  |           |               |
|  | Marcatori | 43’ Lindstrøm |

| Arbitro: | Davide Massa |

|                                              |           |            |
| Sánchez 13’ Harit 16’ Balerdi 28’ Mbemba 84’ | Marcatori | 1’ Trincão |

| Francoforte 4 ottobre 2022, ore 21:00 CEST 3ª giornata | Eintracht Francoforte | 0 – 0 referto | Tottenham | Deutsche Bank Park (50 500 spett.)\| Arbitro: \| Daniele Orsato \| |
| Arbitro:                                               | Daniele Orsato        |               |           |                                                                    |

| Arbitro: | Carlos del Cerro Grande |

|                              |           |                       |
| Son 19’, 36’ Kane 28’ (rig.) | Marcatori | 14’ Kamada 87’ Alidou |

| Arbitro: | Alejandro Hernández Hernández |

|  |           |                                  |
|  | Marcatori | 20’ (rig.) Guendouzi 30’ Sánchez |

| Arbitro: | Danny Makkelie |

|               |           |             |
| Bentancur 80’ | Marcatori | 22’ Edwards |

| Arbitro: | Jesús Gil Manzano |

|                          |           |               |
| Kamada 3’ Kolo Muani 27’ | Marcatori | 22’ Guendouzi |

| Arbitro: | Slavko Vinčić |

|            |           |                                  |
| Arthur 39’ | Marcatori | 62’ (rig.) Kamada 72’ Kolo Muani |

| Arbitro: | Szymon Marciniak |

|              |           |                            |
| Mbemba 45+2’ | Marcatori | 54’ Lenglet 90+5’ Højbjerg |

### Gruppo E
| Squadra         | Pt | G | V | N | P | GF | GS | DG |
| --------------- | -- | - | - | - | - | -- | -- | -- |
| Chelsea         | 13 | 6 | 4 | 1 | 1 | 10 | 4  | +6 |
| Milan           | 10 | 6 | 3 | 1 | 2 | 12 | 7  | +5 |
| Salisburgo      | 6  | 6 | 1 | 3 | 2 | 5  | 9  | -4 |
| Dinamo Zagabria | 4  | 6 | 1 | 1 | 4 | 4  | 11 | -5 |

| Arbitro: | István Kovács |

|           |           |  |
| Oršić 13’ | Marcatori |  |

| Arbitro: | Srđan Jovanović |

|            |           |                  |
| Okafor 28’ | Marcatori | 40’ Saelemaekers |

| Arbitro: | Jesús Gil Manzano |

|                                               |           |           |
| Giroud 45’ (rig.) Saelemaekers 47’ Pobega 77’ | Marcatori | 56’ Oršić |

| Arbitro: | Ivan Kružliak |

|              |           |            |
| Sterling 48’ | Marcatori | 75’ Okafor |

| Arbitro: | Andris Treimanis |

|                   |           |  |
| Okafor 71’ (rig.) | Marcatori |  |

| Arbitro: | Danny Makkelie |

|                                     |           |  |
| Fofana 24’ Aubameyang 56’ James 61’ | Marcatori |  |

| Arbitro: | Tobias Stieler |

|              |           |             |
| Ljubičić 40’ | Marcatori | 12’ Seiwald |

| Arbitro: | Daniel Siebert |

|  |           |                                    |
|  | Marcatori | 21’ (rig.) Jorginho 34’ Aubameyang |

| Arbitro: | Sandro Schärer |

|           |           |                         |
| Adamu 48’ | Marcatori | 23’ Kovačić 64’ Havertz |

| Arbitro: | Szymon Marciniak |

|  |           |                                                           |
|  | Marcatori | 39’ Gabbia 49’ Leão 59’ (rig.) Giroud 69’ (aut.) Ljubičić |

| Arbitro: | François Letexier |

|                          |           |             |
| Sterling 18’ Zakaria 30’ | Marcatori | 7’ Petković |

| Arbitro: | Antonio Mateu Lahoz |

|                                          |           |  |
| Giroud 14’, 57’ Krunić 46’ Messias 90+1’ | Marcatori |  |

### Gruppo F
| Squadra     | Pt | G | V | N | P | GF | GS | DG  |
| ----------- | -- | - | - | - | - | -- | -- | --- |
| Real Madrid | 13 | 6 | 4 | 1 | 1 | 15 | 6  | +9  |
| RB Lipsia   | 12 | 6 | 4 | 0 | 2 | 13 | 9  | +4  |
| Šachtar     | 6  | 6 | 1 | 3 | 2 | 8  | 10 | -2  |
| Celtic      | 2  | 6 | 0 | 2 | 4 | 4  | 15 | -11 |

| Arbitro: | Sandro Schärer |

|  |           |                                    |
|  | Marcatori | 56’ Vinícius 60’ Modrić 77’ Hazard |

| Arbitro: | João Pinheiro |

|             |           |                                     |
| Simakan 57’ | Marcatori | 16’, 58’ Šved 76’ Mudryk 85’ Traoré |

| Arbitro: | Glenn Nyberg |

|            |           |                       |
| Mudryk 29’ | Marcatori | 10’ (aut.) Bondarenko |

| Arbitro: | Maurizio Mariani |

|                            |           |  |
| Valverde 80’ Asensio 90+1’ | Marcatori |  |

| Arbitro: | Espen Eskås |

|                           |           |          |
| Nkunku 27’ Silva 64’, 77’ | Marcatori | 47’ Jota |

| Arbitro: | Ivan Kružliak |

|                          |           |            |
| Rodrygo 13’ Vinícius 28’ | Marcatori | 39’ Zubkov |

| Arbitro: | Orel Grinfeld |

|            |           |               |
| Zubkov 46’ | Marcatori | 90+5’ Rüdiger |

| Arbitro: | Halil Umut Meler |

|  |           |                         |
|  | Marcatori | 75’ Werner 84’ Forsberg |

| Arbitro: | Serdar Gözübüyük |

|                 |           |            |
| Giakoumakīs 34’ | Marcatori | 58’ Mudryk |

| Arbitro: | Daniele Orsato |

|                                    |           |                                   |
| Gvardiol 13’ Nkunku 18’ Werner 81’ | Marcatori | 44’ Vinícius 90+3’ (rig.) Rodrygo |

| Arbitro: | Stéphanie Frappart |

|                                                                           |           |          |
| Modrić 6’ (rig.) Rodrygo 21’ (rig.) Asensio 51’ Vinícius 61’ Valverde 71’ | Marcatori | 84’ Jota |

| Arbitro: | Michael Oliver |

|  |           |                                                       |
|  | Marcatori | 10’ Nkunku 50’ Silva 62’ Szoboszlai 68’ (aut.) Bondar |

### Gruppo G
| Squadra           | Pt | G | V | N | P | GF | GS | DG  |
| ----------------- | -- | - | - | - | - | -- | -- | --- |
| Manchester City   | 14 | 6 | 4 | 2 | 0 | 14 | 2  | +12 |
| Borussia Dortmund | 9  | 6 | 2 | 3 | 1 | 10 | 5  | +5  |
| Siviglia          | 5  | 6 | 1 | 2 | 3 | 6  | 12 | -6  |
| Copenaghen        | 3  | 6 | 0 | 3 | 3 | 1  | 12 | -11 |

| Arbitro: | François Letexier |

|                                       |           |  |
| Reus 35’ Guerreiro 42’ Bellingham 83’ | Marcatori |  |

| Arbitro: | Davide Massa |

|  |           |                                       |
|  | Marcatori | 20’, 67’ Haaland 58’ Foden 90+2’ Dias |

| Arbitro: | Daniele Orsato |

|                        |           |                |
| Stones 80’ Haaland 84’ | Marcatori | 56’ Bellingham |

| Copenaghen 14 settembre 2022, ore 21:00 CEST 2ª giornata | Copenaghen   | 0 – 0 referto | Siviglia | Stadio Parken (34 910 spett.)\| Arbitro: \| Irfan Peljto \| |
| Arbitro:                                                 | Irfan Peljto |               |          |                                                             |

| Arbitro: | Donatas Rumšas |

|                                                                     |           |  |
| Haaland 7’, 32’ Khocholava 39’ (aut.) Mahrez 55’ (rig.) Álvarez 76’ | Marcatori |  |

| Arbitro: | Maurizio Mariani |

|               |           |                                                    |
| En-Nesyri 51’ | Marcatori | 6’ Guerreiro 41’ Bellingham 43’ Adeyemi 75’ Brandt |

| Copenaghen 11 ottobre 2022, ore 18:45 CEST 4ª giornata | Copenaghen        | 0 – 0 referto | Manchester City | Stadio Parken (35 447 spett.)\| Arbitro: \| Artur Soares Dias \| |
| Arbitro:                                               | Artur Soares Dias |               |                 |                                                                  |

| Arbitro: | Srđan Jovanović |

|                |           |             |
| Bellingham 35’ | Marcatori | 18’ Nianzou |

| Arbitro: | Benoît Bastien |

|                                      |           |  |
| En-Nesyri 61’ Isco 88’ Montiel 90+2’ | Marcatori |  |

| Dortmund 25 ottobre 2022, ore 21:00 CEST 5ª giornata | Borussia Dortmund | 0 – 0 referto | Manchester City | Signal Iduna Park (81 000 spett.)\| Arbitro: \| Davide Massa \| |
| Arbitro:                                             | Davide Massa      |               |                 |                                                                 |

| Arbitro: | Orel Grinfeeld |

|                                  |           |         |
| Lewis 52’ Álvarez 73’ Mahrez 83’ | Marcatori | 31’ Mir |

| Arbitro: | Əliyar Ağayev |

|                |           |            |
| Haraldsson 41’ | Marcatori | 23’ Hazard |

### Gruppo H
| Squadra             | Pt | G | V | N | P | GF | GS | DG  |
| ------------------- | -- | - | - | - | - | -- | -- | --- |
| Benfica             | 14 | 6 | 4 | 2 | 0 | 16 | 7  | +9  |
| Paris Saint-Germain | 14 | 6 | 4 | 2 | 0 | 16 | 7  | +9  |
| Juventus            | 3  | 6 | 1 | 0 | 5 | 9  | 13 | -4  |
| Maccabi Haifa       | 3  | 6 | 1 | 0 | 5 | 7  | 21 | -14 |

| Arbitro: | Anthony Taylor |

|                |           |              |
| Mbappé 5’, 22’ | Marcatori | 53’ McKennie |

| Arbitro: | Andreas Ekberg |

|                           |           |  |
| R. Silva 50’ Grimaldo 54’ | Marcatori |  |

| Arbitro: | Felix Zwayer |

|          |           |                                 |
| Milik 4’ | Marcatori | 43’ (rig.) João Mário 55’ Neres |

| Arbitro: | Daniel Siebert |

|           |           |                                 |
| Chery 24’ | Marcatori | 37’ Messi 69’ Mbappé 88’ Neymar |

| Arbitro: | Sandro Schärer |

|                              |           |           |
| Rabiot 35’, 83’ Vlahović 50’ | Marcatori | 75’ David |

| Arbitro: | Jesús Gil Manzano |

|                    |           |           |
| Pereira 41’ (aut.) | Marcatori | 22’ Messi |

| Arbitro: | Antonio Mateu Lahoz |

|                |           |  |
| Atzili 7’, 42’ | Marcatori |  |

| Arbitro: | Michael Oliver |

|                   |           |                       |
| Mbappé 40’ (rig.) | Marcatori | 62’ (rig.) João Mário |

| Arbitro: | Felix Zwayer |

|                                                                         |           |               |
| Messi 19’, 44’ Mbappé 32’, 64’ Neymar 35’ Goldberg 67’ (aut.) Soler 84’ | Marcatori | 38’, 50’ Seck |

| Arbitro: | Srđan Jovanović |

|                                                      |           |                                 |
| A. Silva 17’ João Mário 28’ (rig.) R. Silva 35’, 50’ | Marcatori | 21’ Kean 77’ Milik 79’ McKennie |

| Arbitro: | Carlos del Cerro Grande |

|             |           |                       |
| Bonucci 39’ | Marcatori | 13’ Mbappé 69’ Mendes |

| Arbitro: | Anthony Taylor |

|                  |           |                                                                                |
| Chery 26’ (rig.) | Marcatori | 20’ Ramos 59’ Musa 69’ Grimaldo 73’ Silva 88’ Henrique Araújo 90+2’ João Mário |